# Бухал Володимир Дмитрович
Володи́мир Дми́трович Бу́хал (1907 — після 1968) — український працівник сільського господарства, Герой Соціалістичної Праці.

## З життєпису
Народився 1907 року в селі Божедарівка сучасного Криничанського району у родині селян-бідняків, закінчив 2 класи школи. Разом з батьками переїхав до Оренбурзької області.
1930 року серед перших вступив до колгоспу ім. Халтуріна Домбаровського району. Згодом Володимира обрали головою колгоспу.
Під час нацистсько-радянської війни його не взяли на фронт — через слабкий зір. Працював на шахті №4 Домбаровського шахтоуправління десятником з такою самовіддачею, що 1945 року його нагородили медаллю «За доблесну працю».
1945 року повертається до колгоспу, стає бригадиром 2-ї польової бригади, за якою було закріплено близько 2500 га землі, кілька тракторів з спрацьованістю на межі злому, плуг й сівалка. 1947 року колгосп зібрав зернових 19650 центнерів, що в 2,5 рази більше, чим 1940 року. Орали кіньми й биками, вдень й уночі. Його бригада стала передовою в колгоспі. За отримання високих врожаїв пшениці 3 квітня 1948 року Володимир Бухал вдостоєний звання Героя Соціалістичної Праці та нагороджений орденом Леніна. Його бригада 1947 року зібрала врожай пшениці 30,5 центнера з гектара на площі 39 гектарів.
В наступних роках продовжував працювати в колгоспі, від початку 1950-х та до виходу на пенсію в 1968 році — у новоствореному цілинному радгоспі «Польовий» (Домбаровський район), завідував відділенням.
Після виходу на пенсію проживав у місті Орськ, де згодом проживали його діти, внуки та правнуки.
17 листопада 2007 року в селі Польовий запроваджено турнір з вільної боротьби пам'яті Героїв Соціалістичної Праці Куаншипая Аймакова, Володимира Бухала, А. К. Калмухамедова, Олександра Нікольченка.